# Museo parrocchiale G.B. Tosio
Il Museo parrocchiale G.B. Tosio è un museo di Asola, in provincia di Mantova.

## Storia
È collocato in un'ala del Museo civico Goffredo Bellini ed è dedicato a monsignor Giovanni Battista Tosio, canonico della cattedrale.

## Collezione
Il museo raccoglie in tre sale oggetti sacri e liturgici, sculture lignee (tra queste un Cristo morto attribuito a Clemente Zamara), una quadreria e paramenti sacri legati alla chiesa di Sant'Andrea di Asola.